# مراقبت والدینی در پرندگان

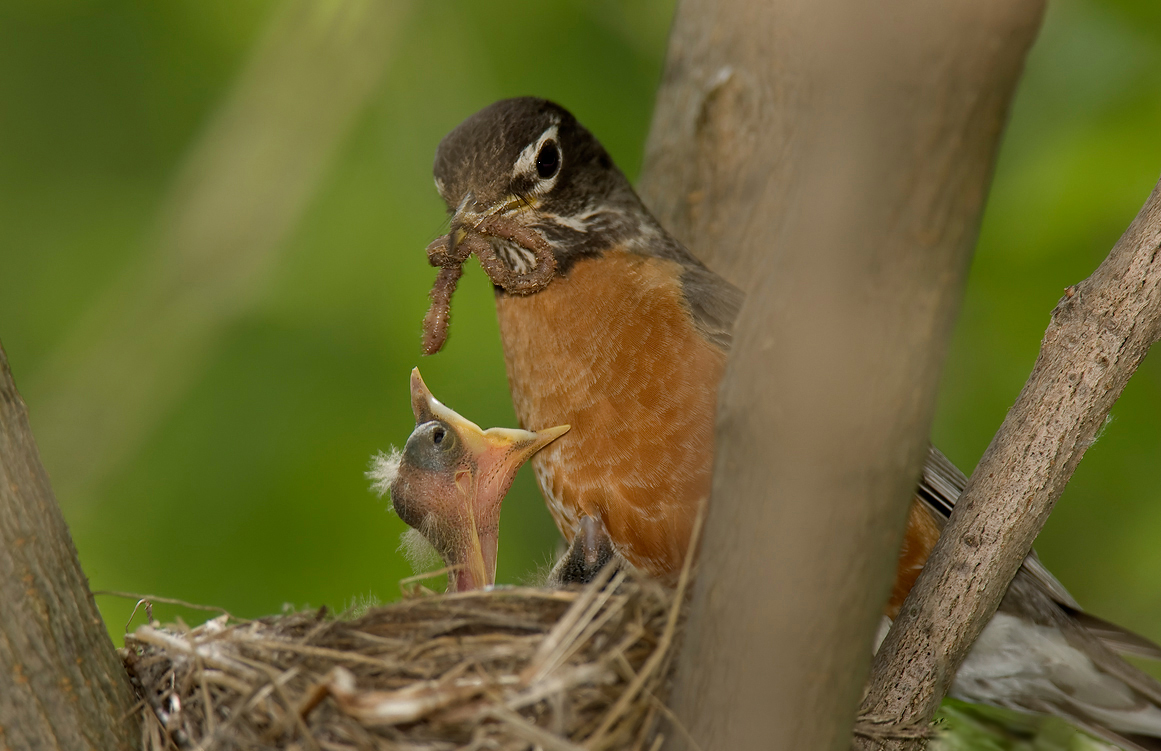
سینه‌سرخ آمریکایی (Turdus migratorius) که به جوجه خود با کرم تغذیه می‌کند.

مراقبت والدینی (به انگلیسی: Parental care) به میزان سرمایه‌گذاری توسط مادر و پدر برای تضمین رشد و بقای فرزندانشان اشاره دارد. در اکثر پرندگان، والدین به عنوان یک تلاش دوسویه، عمیقاً روی فرزندان خود سرمایه‌گذاری می‌کنند و اکثر آنها را از نظر اجتماعی در طول فصل تولیدمثل تک‌همسری می‌کنند. این بدون توجه به عدم اطمینان پدرانه رخ می‌دهد.

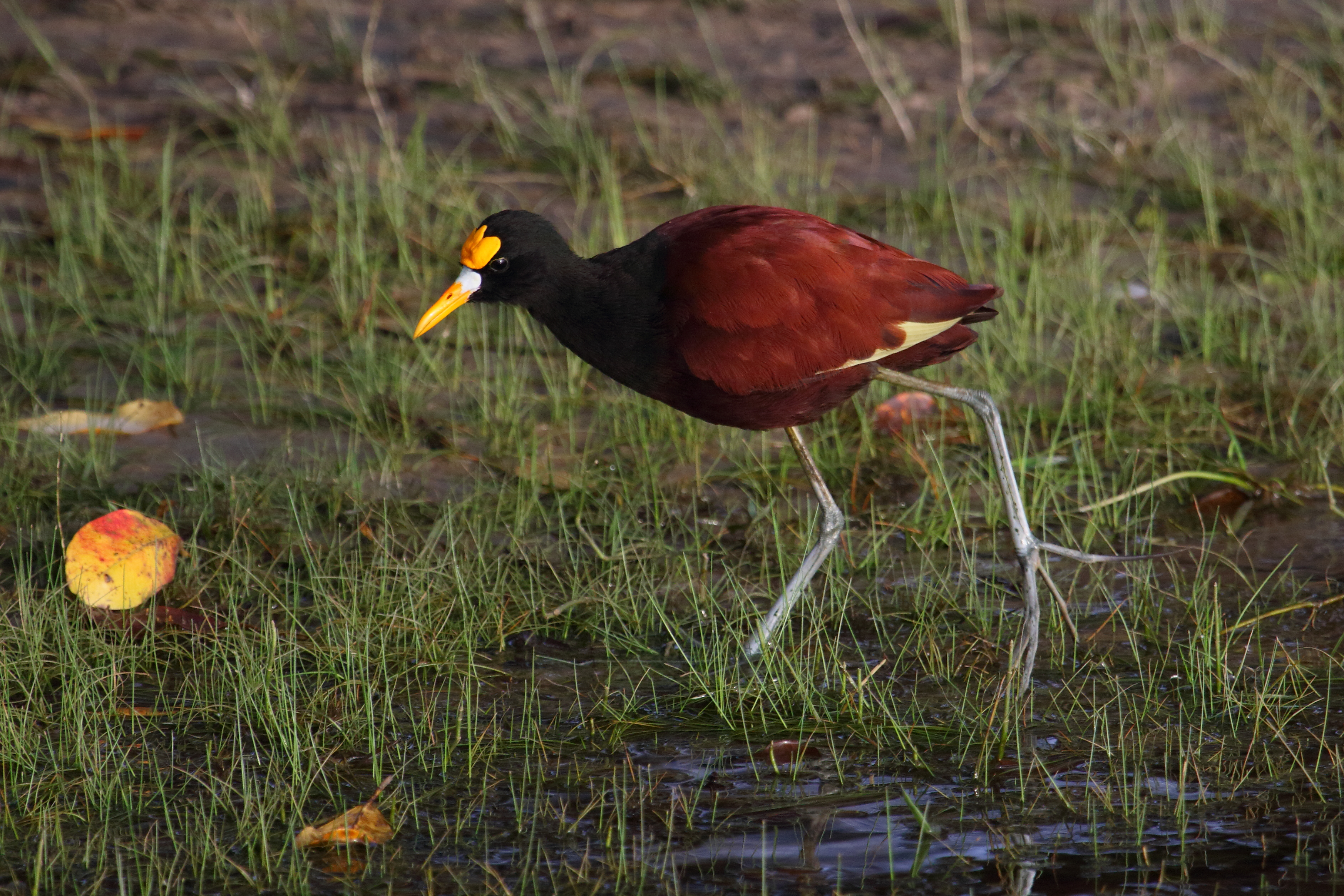
برکه‌نورد شمالی، گونه‌ای چندشوهره